# Bojan Najdenov
Bojan Najdenov (in macedone Бојан Најденов?; Skopje, 27 agosto 1991) è un calciatore macedone, centrocampista del Belasica.

## Carriera

### Club
Ha giocato nella massima serie del campionato macedone con il Turnovo.

### Nazionale
Il 18 giugno 2014 esordisce con la nazionale macedone nell'amichevole contro la Cina persa per 2-0.